# Philip Andrews
Philip Andrews (30. ožujka 1866. – 18. prosinca 1935.)  bio je časnik Ratne mornarice SAD-a tijekom Prvog svjetskog rata. Kasnije je postao admiral. Poznat je po svojoj savezničkoj misiji u Splitu u razdoblju od 1918. do 1821. gdje je kao drugi počasni građanin upisan u Zlatnu knjigu grada Splita.

## Rani život i karijera
Andrews je rođen u New Yorku, a na Mornaričku akademiju Sjedinjenih Država upisao se 1882. Diplomirao je 1886. godine, a nakon potrebne dvije godine pmornarske dužnosti na brodovima USS Brooklyn i USS Pensacola, 1888. dobio je dužnost zastavnika. Prebačen je u USS Chicago 1891. godine. Također je služio na USS Raleigh, USS Newark, USS Columbiji i drugim ratnim brodovima, prije nego što je premješten u Južni Betlehem gdje je bio inspektor ustrojstva od 1898. do 1899. godine.
Nakon nekoliko vojnih mornarskih dužnosti, preuzeo je 1901. svoje prvo zapovjedništvo nad vojnim brodom, naoružani tegljač USS Wompatuck. Tegljač je pre bačen na Filipine preko Sredozemnog mora i Sueskog kanala pod njegovim zapovjedništvom i pružao je podršku američkim vojnicima u filipinsko-američkom ratu. Andrews je postao navigator na vojnom brodu USS New Orleansu krajem 1902. godine. Na tom brodu unaprijeđen je u čin zapovjednika 1909. godine. 1912. imenovan je šefom Biroa za plovidbu s privremenim činom kontraadmirala. Njegovim premještajem godinu dana kasnije, vratio je stari čin zapovjednika i unaprijedio se u kapetana 1913. godine zapovijedavši vojnim brodom USS Montana. Godine 1904. preuzeo je zapovjedništvo nad USS Marylandom. Od 1917. do 1918. bio je zaposlenik Petog pomorskog okruga u Norfolku u državi Virginia. U siječnju 1918. postao je kapetan bojnog broda USS Mississippi.
Promaknut je u punog kontraadmirala 1919. godine i postao zapovjednikom američke vojne luke u Cardiffu. Nakon rata vraćen je u SAD, ali je u lipnju 1923. imenovan zapovjednikom Ratne mornarice SAD-a u Europi i unaprijeđen u viceadmirala.
1925. postao je zapovjednikom Prve pomorske oblasti i tu je dužnost obnašao do umirovljenja u lipnju 1930.
Philip Andrews umro je 18. prosinca 1935. u San Diegu.